# Tangidia alternata
Tangidia alternata är en insektsart som beskrevs av Philip Reese Uhler 1895. Tangidia alternata ingår i släktet Tangidia och familjen Tropiduchidae. Inga underarter finns listade i Catalogue of Life.